# النقابية الثورية في كتالونيا خلال الحرب الأهلية الإسبانية
كتالونيا اللاسلطوية (21 تموز 1936، 10 شباط 1939) كان إقليم معلن ذاتيا وغير معترف به رسميا ومجتمعاً لاسلطوياً في جزء من كتالونيا الحديثة في إسبانيا خلال الحرب الأهلية الأسبانية، التي انهارت مع نهاية الحرب الأهلية الأسبانية وبمؤامرة بين الفاشيين والسوفييت لإيقاف النفوذ اللاسلطوي.[بحاجة لمصدر]

## اللاسلطويين يدخلون الحكومة
في العام 1936، الحركة اللاسلطوية الرئيسية، الكونفدرالية الوطنية للعمل وميليشيتها الفيدرالية اللاسلطوية الأيبيرية، قررت المشاركة الحكومة الأسبانية حيث تولت ثلاث وزارات وزارة العدل التي أسقطت كل الأجور القانونية وأحرقت كل ملفات الجرائم، إضافة إلى وزارات الصحة والتجارة والصناعة.
العديد من اللاسلطويين خارج إسبانيا انتقدوا الكونفدرالية لدخولها الحكومة. خلال هذه السنوات الحركة اللاسلطوية الأسبانية جمدت العديد من المواقف حتى هزيمة الفاشيين ثم سوف يعودون لطريقهم التحرري. وكان هناك عدة مخاوف منها نمو النفوذ السوفييتي وفوز الفاشيين بالحرب، وقد اعتبرت إيما غولدمان أن الخطأ الأكبر الكونفدرالية هو مشاركتها في الحكومة.

## ثورة العام 1936
بدأت الثورة في كتالونيا عندما أصبح الاقتصاد تحت سيطرة العمال، المصانع أصبحت تحت إدارة لجان العمال، الأراضي الزراعية أصبحت جماعية وتدار كما الكميونات التحررية. حتى الفنادق، ومحلات الحلاقة، والمطاعم أصبحت جماعية ويديرها العمال.
أمر آخر على صعيد الإدارة كان هو أن قبل الثورة كانت وسائل النقل خاصة وتديرها شركات مختلفة ومنفصلة. النقابة قررت دمج وتعزيز كل وسائل النقل ضمن نظام واحد وفاعل. هذا التطوير عنى تسهيلات أكثر، وخدمات أفضل. تم تخفيض الأجور من 15 إلى 10 سنتيمات، مع النقل المجاني للطلاب، الجرحى، مصابي العمل، المرضى، والمسنين.
الشبكات التحررية الجديدة عملت وفقا للمبادئ التحررية، حيث القرارات تتخذ من قبل مجالس المواطنين بدون وجود لأي ترتيب بيروقراطي. إضافة إلى الثورة الاقتصادية كان هناك روح الثورة الاجتماعية. بعض التقاليد اعتبرت استبدادية وتم إسقاطها، وفكرة الحب الحر أصبحت شعبية.

## الميليشيات اللاسلطوية
الوحدة اللاسلطوية الأكثر تأثيرا في كتالونيا كانت عامود دوروتي التي كان يقودها الناشط الأسطوري «بوينافنتورا دوروتي». هي كانت الوحدة اللاسلطوية الوحيدة التي نالت احترام حتى المعارضين السياسيين. بدأ العامود مع حوالي 3000 مقاتل ولكنها في الذروة وصلت إلى 8000.
كان هناك وقت صعب عليها حيث لم تصلها الأسلحة من الحكومة الجمهورية، لذا عوض دوروتي ورجاله هذا بالاستيلاء على الأسلحة غير المستعملة من المخزون الحكومي. توفي دوروتي في 20 تشرين الثاني العام 1936، ما أضعف الروح القائمة في عاموده والقدرة التكتيكية. حتى اليوم ما زال غير معروف كيفية موت دوروتي، ولكن يقول اللاسلطويين بأنه مات في قتال بطولي برصاص قناصة فاشية.
عامود آخر كان العامود الحديدي الذي عرف باسم عامود المحرومين. في العام 1937 انخرطت كل الميليشيات في الجيش النظامي ما أضعفها وجعل العديد من اللاسلطويين يتركونها لرفضهم هذا الأخير.